# Mutsu
Mutsu (むつ市, Mutsu-shi?) è una città giapponese della prefettura di Aomori.